# Hausvertrag von Pavia
Der Hausvertrag von Pavia war ein Hausvertrag der Wittelsbacher vom 4. August 1329. Die oberbayerische Linie teilte sich dabei in die ältere Linie Pfalz und die jüngere Linie Bayern. Dabei wurde auch der Besitz, der das ältere Herzogtum Oberbayern und die Pfalzgrafschaft bei Rhein umfasste, geteilt. Der oberitalische Ort Pavia wurde als Ort des Vertragsschlusses gewählt, weil sich Ludwig IV. nach seiner Kaiserkrönung in Italien aufhielt.

## Inhalt

### Territoriale Auswirkungen
Der Wittelsbacher Kaiser Ludwig der Bayer trat im Vertrag von Pavia Rudolf II. dem Blinden und Ruprecht I. dem Roten, den Söhnen seines Bruders Rudolf, die Rheinpfalz und die Oberpfalz ab. Kaiser Ludwig behielt für sich und seine Erben Oberbayern und kleinere, nördlich von Regensburg gelegene Bezirke.
Nach der Teilung wurde der alte bayerische Nordgau zunächst „das Land der Pfalz zu Bayern“ genannt. Da es geographisch höher lag als die rheinische Pfalz, bürgerte sich seit dem 15. Jahrhundert der Name Obere Pfalz ein.

### Recht der Königswahl
Im Hausvertrag war auch geregelt, dass das Recht der Königswahl (die Kur) wechselweise von den pfälzischen und bayerischen Wittelsbachern wahrgenommen werden sollte.
Nach dem Frankfurter Vertrag vom 11. August 1338 sollte das mit den Pfälzern wechselnde Wahlrecht der oberbayerischen Linie zustehen, die niederbayerische Linie der Wittelsbacher starb allerdings im Dezember 1340 ohnehin aus und wurde von Oberbayern beerbt.
1355/56 wurde mit der Goldenen Bulle dieses Recht jedoch alleine der pfälzischen Linie zugesprochen, was nach der Reformation Grundlage der Streitigkeiten in der causa palatina wurde: Ab 1623 lag die Kurwürde bei der bayerischen Linie, der Konflikt wurde 1648 durch Kurwürden für beide Linien gelöst.

## Auswirkungen
Der Hausvertrag wurde mit dem Tod Maximilians III. Joseph im Jahr 1777 durch das Aussterben der ludovizischen (bayerischen) Linie noch einmal aktuell. Damals kam ein weiterer Passus des Hausvertrags zum Zuge, der besagte, dass beim Aussterben einer Linie im Mannesstamm die andere deren Territorien und Rechte erben sollte. Das Erbe von Kurfürst Maximilian III. Joseph trat Karl Theodor aus der Linie Pfalz-Neuburg-Sulzbach an, der Kurfürst des nun wieder vereinigten Kurpfalz-Bayern wurde. Bei diesem Erbfall berief sich Karl Theodor ausdrücklich auf den Hausvertrag von Pavia.